# Marino Moretti
Pour les articles homonymes, voir Moretti.
Marino Moretti, (Cesenatico, 18 juillet 1885 - Cesenatico, 6 juillet 1979), est un écrivain et poète italien. Il appartint au courant littéraire appelé crépuscularisme

## Biographie

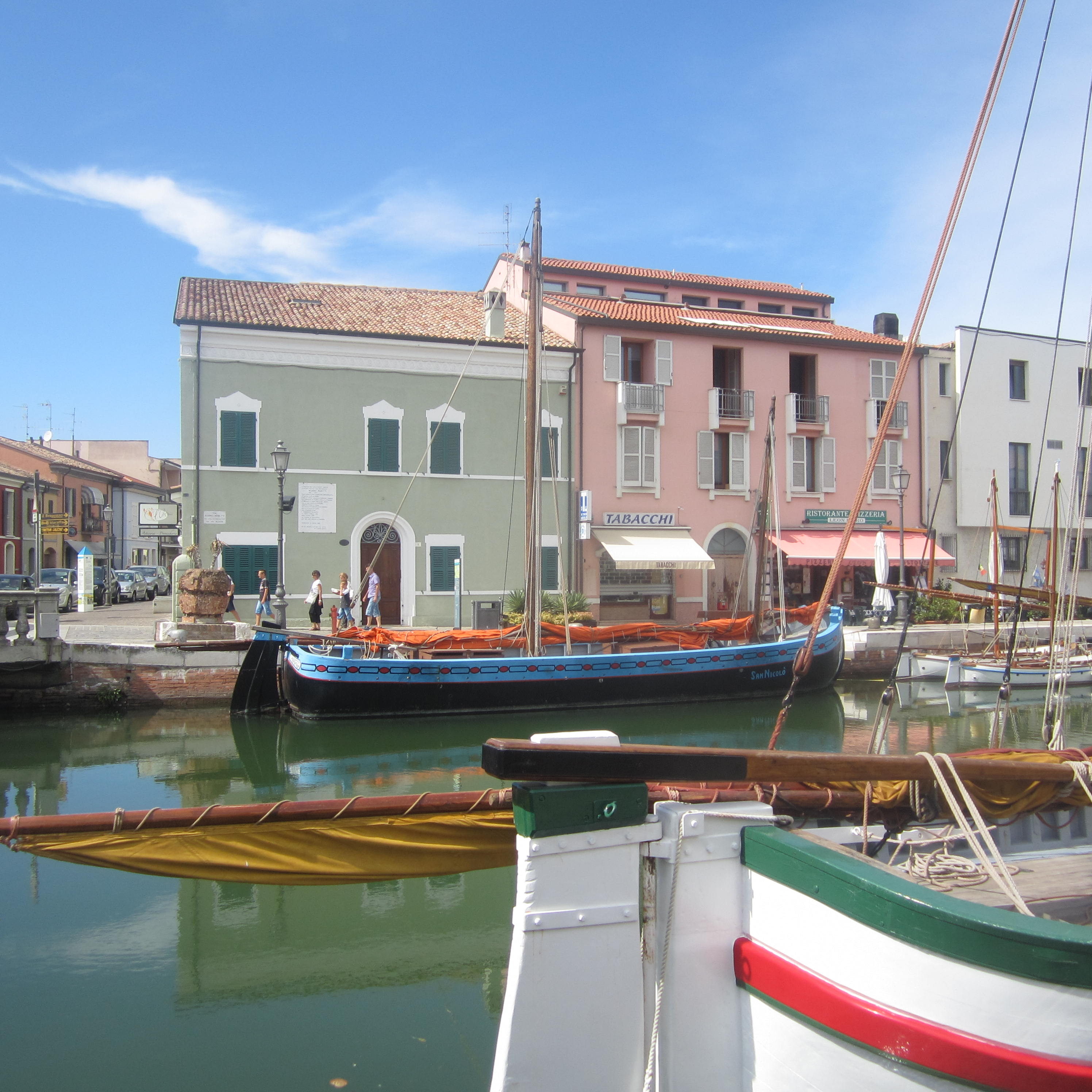
Musée Moretti à Cesenatico

Après des études à Ravenne et Bologne, il fréquente la Scuola di Recitazione de Florence, créée par Luigi Rasi (it). Il y rencontre Gabriellino D'Annunzio, Aldo Palazzeschi, Giuseppe Antonio Borgese, Maffio Maffii (it), Aldo Valori (it), Ettore Allodoli (it), mais il a tendance à bégayer et décide de se tourner vers l'écriture. Il publie très jeune, dès 1903, ses premiers recueils de poèmes, puis des nouvelles qui sont remarquées. Il écrit un premier roman, Il sole del sabato, en 1911, centré sur les gens de Cesenatico. Il abandonne alors la poésie et se consacre aux nouvelles qu'il publie dans le Corriere della Sera et au roman,.
La maison de Moretti à Cesenatico est devenue un musée où sont conservées sa bibliothèque et ses archives

## Œuvres

### Poésie
- Il poema di un'armonia, Ducci, Florence, 1903
- La sorgente della pace, Ducci, Florence, 1903
- Fraternità, Sandron, Palermo, 1905
- La serenata delle zanzare, Streglio, Turin, 1908
- Poesie scritte col lapis, Ricciardi, Naples, 1910
- Poesie di tutti i giorni (1910-1911), Ricciardi, Naples, 1911
- Poemetti di Marino, Tipografia Edizione Nazionale, Rome, 1913
- Il giardino dei frutti, Ricciardi, Naples, 1916
- Poesie (1905-1915), Treves, Milan, 1919
- L'ultima estate (1965-1968), Arnoldo Mondadori Editore, Milan, 1969
- Tre anni e un giorno (1967-1968), Mondadori, Milan, 1971
- Le poverazze (1968-1972), Mondadori, Milao, 1973
- Diario a due voci, Mondadori, Milan, 1973
- Diario senza le date, Mondadori, Milan, 1974
- Poesie scritte col lapis, Palomar, Bari, 2002

### Théâtre
- Leonardo da Vinci, teatro (in collaborazione con F. Cazzamini Mussi), Baldini e Castoldi, Milan, 1909
- Gli Allighieri, teatro (in collaborazione con F. Cazzamini Mussi), Baldini e Castoldi, Milan, 1910
- Frate sole, Milan, 1911
- L'isola dell'amore, in Rassegna italiana, avril-mai 1924

### traduites en français
- La Chambre des époux, roman traduit de l'italien par Armand Pierhal (La Camera degli sposi), A. Michel, 1962
- Les Purs de cœur, roman traduit de l'italien par Juliette Bertrand (I puri di cuore), A. Michel, 1950
- La Veuve Fioravanti, roman traduit de l'italien par Juliette Bertrand (La vedova Fioravanti), A. Michel, 1947
- Nul samedi n'est sans soleil, traduction Juliette Bertrand, Cahiers de la quinzaine, 23e série, 4e cahier, 1933
- L’Île d'amour, traduit de l'italien par Maria Croci et Jeanne Costantin, A. Michel, 1928
- La Voix de Dieu, mœurs romagnoles, traduction de Juliette Bertrand, Éditions internationales, 1928

### En français
- Renaud Camus, « Casa Moretti, Cesenatico, province de Forlì-Cesena, Émilie-Romagne. Marino Moretti. », in Demeures de l'esprit IX : Italie du Nord I, Fayard, 2012